# Louis Monprofit
Louis Monprofit (1821-1893) est un enseignant, huissier et maire français.
Louis Monprofit est né en 1821 dans la commune angevine de Beaufort-en-Vallée située dans le département de Maine-et-Loire. 
Après l'École normale d'Angers, il devint instituteur.
Il prit, par la suite, la charge d'huissier sur la commune de Saint-Georges-sur-Loire. 
C'est au cours de cette période qu'il eut un fils, Jacques-Ambroise Monprofit, futur médecin et chirurgien célèbre ainsi que futur maire d'Angers et député du Maine-et-Loire. 
En 1883, le 28 décembre, Louis Monprofit devint maire par intérim de la ville d'Angers. Son mandat intérimaire de premier magistrat de la ville prit fin le 17 mai 1884.
Il fut élevé au rang d'Officier de la Légion d'honneur.
Il meurt à Angers en 1893.